# Creality
Creality — компания по производству 3D-принтеров из Китая, которая производит филаментные и фотополимерные 3D-принтеры. Их линейка продуктов включает в себя DIY комплекты, предназначенные для использования в хобби, а также принтеры предназначены для промышленного использования.
Компания Creality стала особенно известной, когда в марте 2018 года был выпущен бюджетный 3D-принтер Ender 3. В июле 2018 года Creality выпустила принтер Ender 3 с открытым исходным кодом. В сети доступны все технические характеристики оборудования, файлы САПР, схемы плат и файлы прошивки. Ender 3 считается отличным доступным вариантом 3D-принтера для хобби и на момент выпуска в 2018 году он стал эталоном для доступных 3D-принтеров.

## Хронология принтеров Creality
Линейка 3D-принтеров Creality, предназначенных для хобби использования, включают:
- 2017 :
  - CR-10.[7]
- 2018 :
  - Ender 3.
  - CR-10S
  - CR-X.[8]
  - Ender 3 Pro
- 2019 :
  - CR-20.[9]
  - CP-01.[10][11]
  - CR-100.[12]
  - CR-10S Pro
  - CR-10 V2
- 2020 :
  - CR-10S Pro V2
  - Ender 3 V2
  - CR-10 V3
  - CR-6 SE
  - Ender 6.[13]
- 2021 год :
  - CR-10 Smart[14]
  - Halot-Sky[15]

Линейка 3D-принтеров Creality, предназначенных для полупрофессионального и профессионального использования, включают:
- 2017 :
  - CR-4040.[16]
- 2018 :
  - CR-3040.[17]
- 2019 :
  - CR-5.[18]

## Рекомендации
1. ↑  CREALITY3D - About Us - Company Story. Дата обращения: 8 мая 2021. Архивировано 30 июня 2020 года.
2. ↑  Creality Ender 3: потрясающий недорогой 3D-принтер. Дата обращения: 8 мая 2021. Архивировано 10 мая 2021 года.
3. ↑  Creality’s Ender 3 3D Printer is Now Fully Open Source | All3DP. Дата обращения: 8 мая 2021. Архивировано 8 мая 2021 года.
4. ↑  Creality 3D Ender 3 Pro Review | GearLab
5. ↑  Creality Ender 3 review | TechRadar. Дата обращения: 8 мая 2021. Архивировано 8 мая 2021 года.
6. ↑  Creality Ender 3 Review: Best 3D Printer Under $200 | All3DP. Дата обращения: 8 мая 2021. Архивировано 8 мая 2021 года.
7. ↑  Creality CR-10 Review: Great & Affordable | All3DP. Дата обращения: 8 мая 2021. Архивировано 8 мая 2021 года.
8. ↑  Creality CR-X 3D Printer — Review the Specs | All3DP. Дата обращения: 8 мая 2021. Архивировано 7 мая 2021 года.
9. ↑  Creality CR-20 Pro: Review the Specs | All3DP. Дата обращения: 8 мая 2021. Архивировано 8 мая 2021 года.
10. ↑  Creality CP-01 3D Printer — Review the Specs | 3D-Prints. Дата обращения: 8 мая 2021. Архивировано 8 мая 2021 года.
11. ↑  Creality CP-01 — 3 in 1 modular 3d printer. Дата обращения: 8 мая 2021. Архивировано 10 мая 2021 года.
12. ↑  Creality CR-100 3D Printer: Review the Specs | All3DP. Дата обращения: 8 мая 2021. Архивировано 10 мая 2021 года.
13. ↑  New Creality Ender 6 Announced | All3DP. Дата обращения: 8 мая 2021. Архивировано 8 мая 2021 года.
14. ↑  Creality 3D-Printer Supplier & Manufacturer | Creality 3D. Дата обращения: 8 мая 2021. Архивировано 14 мая 2021 года.
15. ↑  Архивированная копия. Дата обращения: 8 мая 2021. Архивировано 5 мая 2021 года.
16. ↑  Creality CR-4040 review — large volume 3D printer (FFF/FDM). Дата обращения: 8 мая 2021. Архивировано 8 мая 2021 года.
17. ↑  Creality CR-3040 review — large volume extrusion 3D printer. Дата обращения: 8 мая 2021. Архивировано 10 мая 2021 года.
18. ↑  Creality CR-5 Pro: Review the Specs | All3DP. Дата обращения: 8 мая 2021. Архивировано 8 мая 2021 года.